# 許爾德雷斯洛泰特山
72°58′S 3°48′W / 72.967°S 3.800°W
許爾德雷斯洛泰特山是南極洲的山峰，位於東部南極洲的毛德皇后地，是博格地塊的最南點，挪威製圖師根據探險隊把該山峰繪入地圖，現時受南極條約體系管理。